# Patrick Korir
Patrick Korir (* 1977) ist ein kenianischer Marathonläufer.
2008 und 2009 gewann er den Oloron-Sainte-Marie-Halbmarathon. 2010 wurde er Zweiter beim Toulouse-Marathon. 2011 belegte er den dritten Platz beim Marathon de la Liberté und siegte in Toulouse.
2011 gewann er den Madrid-Marathon.

## Persönliche Bestzeiten
- Halbmarathon: 1:02:19 h, 8. Juni 2008, Oloron-Sainte-Marie
- Marathon: 2:11:36 h, 23. Oktober 2011, Toulouse